# Igreja de Santa Maria (Sintra)
A Igreja de Santa Maria localiza-se na freguesia de Sintra (Santa Maria e São Miguel, São Martinho e São Pedro de Penaferrim), no município de Sintra, distrito de Lisboa, sendo a principal edificação em estilo gótico existente actualmente na vila.
Está classificada como Monumento Nacional desde 1922. A igreja é parte da Paisagem Cultural de Sintra, classificada como Património Mundial pela UNESCO.

## História
Foi erguida originalmente na segunda metade do século XII, no contexto da conquista de Sintra por Afonso I de Portugal e da criação pelo monarca de quatro paróquias na vila. Essa primeira igreja, de pequenas dimensões, servia a paróquia de Santa Maria, que era o principal arrabalde da vila. Em 1254 foi instituída a Colegiada de Santa Maria, pero prior Lourenço Anes.
Em finais do século XIII ou, mais provavelmente, em meados do século XIV, a igreja foi totalmente recostruída em estilo gótico, datando dessa época sua aparência geral actual. Sabe-se que em 1440 a capela-mor foi reformada por Luís Pires, capelão de Afonso V. A reforma mais importante, porém, foi a realizada a partir de 1506 por D. João Lopo, bispo de Tânger, que era vigário de Santa Maria. Entre 1506 e 1521 foi construído um coro-alto na entrada da igreja, os portais góticos foram modificados e o interior foi redecorado com um tecto de madeira com as armas da rainha, a cuja casa pertencia a igreja, e com altares com painéis de azulejos hispano-árabes. O tecto foi posteriormente perdido.
A Colegiada de Santa Maria foi dissolvida após 1640. A igreja sofreu grandes danos quando do grande terramoto de 1755, o que levou à reforma do edifício entre 1757 e 1760 pelo prior Sebastião Nunes Borges, que modificou as fachadas e redecorou o interior.

## Características
A estrutura geral da igreja segue o que o historiador Mário Chicó chamou "paroquial", resultado da adaptação do gótico mendicante à arquitectura das igrejas paroquiais na Idade Média. O corpo da igreja é de três naves escalonadas (a nave central é mais alta que as laterais), separadas por arcarias de arcos quebrados, com uma capela-mor de dois tramos com topo de planta poligonal, abóbada de cruzaria e janelões góticos. A fachada principal possui um portal de arco quebrado com várias arquivoltas inserido em gablete; sobre o portal deve haver havido uma rosácea, substituída posteriormente por um janelão barroco. Ainda da época gótica datam os portais laterais da igreja e a estrutura externa da capela-mor, com contrafortes e cachorrada decorada.
A torre sineira do lado sul da fachada possui um sino de bronze fundido em 1468, como consta numa inscrição em letra carolino-gótica no próprio sino.
Na época manuelina o portal principal e o lateral sul foram modificados com elegantes arcos canopiais, sendo que o principal possui dois vãos separados por um fino mainel. Também foi levantado um coro-alto na entrada da igreja, e o interior ganhou altares decorados com azulejos policromos hispano-árabes, dos quais sobraram alguns no interior.
O terramoto de 1755 causou graves danos no edifício, que teve de ser restaurado entre 1757 e 1760. Nessa reforma foi alterada a fachada principal, que ganhou um remate com volutas e uma janela barroca em substituição à anterior rosácea. Nas paredes laterais das naves também foram introduzidos janelões. O interior foi enriquecido com muitos altares, entretanto desaparecidos numa reforma realizada nos anos 1930 que buscou retornar o edifício a sua "pureza" original.